# Maersk Alabama

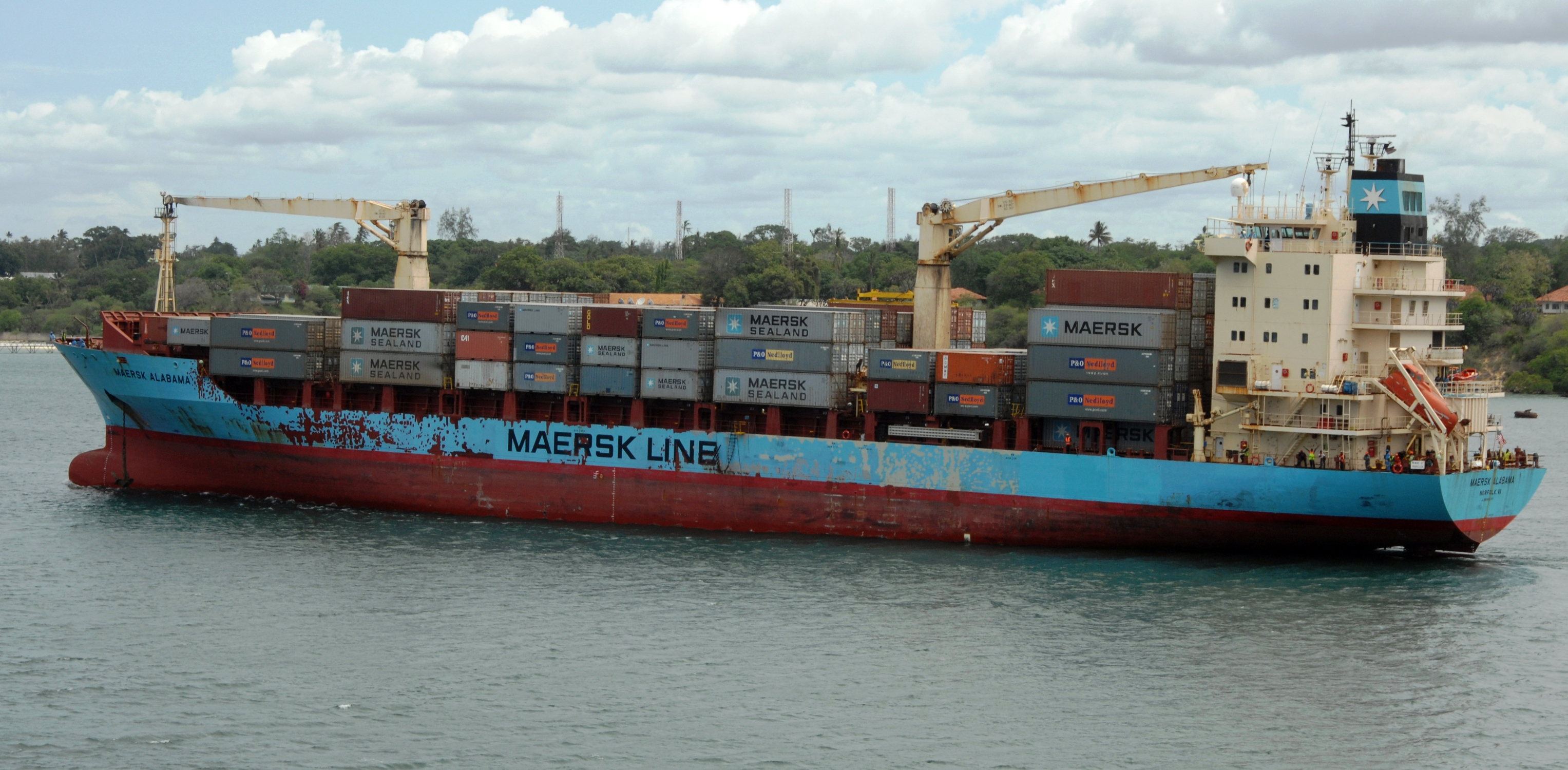

Maersk Alabama (tên cũ Alva Maersk) là một tàu chở hàng do Copenhagen sở hữu, nhóm A.P. Møller-Mærsk trụ sở tại Đan Mạch và được điều hành từ Norfolk, Virginia do Maersk Line Limited trụ sở tại Hoa Kỳ.

## Bị hải tặc bắt, 4/2009
Vào thứ tư, 8 tháng 4 năm 2009 cướp biển Somali đã chiếm giữ tàu hàng Maersk Alabama mang cờ Mỹ với 21 thành viên thủy thủ đoàn. Theo lời một quan chức ngoại giao tại Kenya, tàu Maersk Alabama có trọng tải 17.375 tấn, toàn bộ thủy thủ là người Mỹ. Quan chức này đề nghị giấu tên vì không được phép nói với báo chí.
Hải quân Mỹ đã xác nhận một tàu mang cờ Mỹ với 21 thủy thủ đã bị chiếm giữ ở vùng biển phía đông Somalia. Phát ngôn viên Hải quân Nathan Christensen nói, vụ việc xảy ra vào đầu giờ sáng, cách Eyl - thị trấn ở phía bắc Puntland của Somalia - khoảng 450 km. Christensen khẳng định có các công dân Mỹ trên tàu, nhưng không nói rõ số lượng.
Ông cũng từ chối công bố tên con tàu cho tới khi gia đình các thủy thủ được thông báo tin tức. Theo Christensen, con tàu do công ty Đan Mạch Maersk điều hành, theo hợp đồng với Bộ Quốc phòng Mỹ. Tuy nhiên, vào thời điểm bị rơi vào tay hải tặc, con tàu không làm việc cho Lầu Năm Góc.
Giám đốc quản lý của Maersk tại Kenya, Rolf Nielsen, nói, công ty vẫn xác nhận thông tin vụ tàu bị chiếm. Một phát ngôn viên Đại sứ quán Mỹ chưa lập tức xác nhận việc này. Andrew Mwangura thuộc Chương trình Hỗ trợ Thủy thủ của Đông Phi nói, tàu bị chiếm giữ ở vùng biển cách Thủ đô Mogadishu của Somalia khoảng 640 km.
Maersk đã khẳng định: "Hải tặc có vũ trang đã lên tàu vào sáng sớm ngày 8/4. Chúng đã rời tàu song hiện đang giữ một thành viên của tàu làm con tin. Những thành viên khác an toàn và không có thông báo nào về thương vong". Không rõ bao nhiêu hải tặc tham gia vào vụ cướp tàu Maersk Alabama song các thủy thủ cho biết 4 tên đã lên tàu.
Đây là con tàu thứ sáu rơi vào tay hải tặc trong vòng một tuần, và là con tàu đầu tiên với toàn bộ thủy thủ là người Mỹ.

### Thủy thủ Mỹ đánh bật hải tặc khỏi tàu
Tàu khu trục Mỹ USS Bainbridge và 12 tàu khác được điều tới hiện trường vụ cướp. Ngoại trưởng Mỹ Hillary nói Washington DC theo dõi tình hình chặt chẽ và kêu gọi thế giới hành động để chấm dứt nạn cướp biển. Bainbridge là một trong nhiều tàu Mỹ đang tuần tra khu vực này song ở cách xa Maersk Alabama hàng trăm cây số khi vụ tấn công xảy ra. Bainbridge mang tên lửa hành trình Tomahawk, ngư lôi và hai trực thăng MH-60 có trang bị tên lửa. Chưa rõ các tàu chiến Mỹ sẽ làm gì khi họ tới hiện trường.
Sau đó, các thủy thủ trên tàu Maersk Alabama đã giành lại quyền kiểm soát tàu. Hải tặc tháo chạy trên một con thuyền, mang theo cả thuyền trưởng. Thuyền phó Ken Quinn nói các thủy thủ trên tàu đã bắt được một trong số những tên hải tặc tấn công tàu và đã trói hắn trong 12 giờ. Tuy nhiên, khi tìm cách đàm phán với hải tặc để phóng thích thuyền trưởng Richard Phillips, họ đã thả kẻ bị bắt. Nhóm cướp đã từ chối phóng thích Phillips.

## Hải tặc tấn công, 11/2009
Bốn người tình nghi hải tặc trên chiếc xuồng máy nhỏ tấn công chiếc tàu này lần nữa ngày 18 tháng 11 vào khoảng 6 giờ 30 sáng giờ địa phương, dùng súng cá nhân bắn vào tàu khi ở khoảng cách chừng 300 thước, theo bản thông cáo của Hạm đội Thứ Năm Hải quân Hoa Kỳ, đặt bộ chỉ huy tại Bahrain. Một toán an ninh tư trên tàu đẩy lui cuộc tấn công bằng các nổ súng bắn trả trong khi thuyền trưởng gia tăng vận tốc và dùng máy phát âm thanh chói tai với tần số cao để hải tặc không thể đến gần. Đây là lần thứ nhì trong vòng bảy tháng, tàu hàng Maersk Alabama bị hải tặc tấn công.
Phó Đô đốc Bill Gortney, thuộc Bộ Chỉ huy Hải quân Trung Bộ Hoa Kỳ, nói chiếc Maersk Alabama theo biện pháp tốt nhất của kỹ nghệ hàng hải là có một toán an ninh trên tàu. Tuy nhiên, Roger Middleton, một chuyên gia về hải tặc ở viện nghiên cứu Chatham House ở [[Luân Đôn, nói giới hàng hải quốc tế vẫn nhất định không sử dụng an ninh tư nhân có võ trang trên tàu của họ và giới hàng hải Hoa Kỳ có thái độ ngược lại với các công ty khác trong cộng đồng quốc tế.
Một phi cơ trinh sát của Hoa Kỳ sau đó bay yểm trợ cho chiếc tàu khi tiếp tục cuộc hải hành dọc theo bờ biển Kenya. Cùng thời gian đó, một hải tặc nói thuyền trưởng của chiếc tàu bị cướp ngày 18 tháng 11, với thủy thủ đoàn gồm 28 người Triều Tiên vừa qua đời vì các vết thương quá nặng.